# Coupe des Alpes (hockey sur gazon)
Pour les articles homonymes, voir Coupe des Alpes.
La Coupe des Alpes de hockey sur gazon a été créée en 1981 pour les hommes et 1986 pour les femmes. Elle regroupait annuellement six nations alpines : l'Autriche, la Croatie, la France, l'Italie, la République tchèque et la Suisse. Y sont admises alternativement les équipes des moins de 21 ans ou des seniors, selon le calendrier international. La dernière édition chez les hommes a eu lieu en 2012 à Zagreb et en 2011 à Padoue chez les femmes.

## Palmares

### Par édition

#### Hommes
| Année | No  | Vainqueur | Finaliste   | 3e place    | 4e place    | Organisateur |
| ----- | --- | --------- | ----------- | ----------- | ----------- | ------------ |
| 1981  | 1er | Suisse    | Yougoslavie | Autriche    | France      | Vienne       |
| 1982  | 2e  | France    | Autriche    | Suisse      | Yougoslavie | Olten        |
| 1983  | 3e  | France    | Autriche    | Yougoslavie | Suisse      | Paris        |
| 1984  | 4e  | Autriche  | Suisse      | Yougoslavie | France      | Zagreb       |
| 1985  | 5e  | Autriche  | Italie      | Yougoslavie | Suisse      | Padoue       |
| 1986  | 6e  | Autriche  | Italie      | Suisse      | Yougoslavie | Vienne       |
| 1987  | 7e  | France    | Italie      | Autriche    | Suisse      | Lucerne      |
| 1988  | 8e  | France    | Italie      | Autriche    | Yougoslavie | Lyon         |
| 1989  | 9e  | Suisse    | Italie      | Autriche    | Yougoslavie | Zagreb       |
| 1990  | 10e | Suisse    | Autriche    | Italie      | Yougoslavie | Bra          |
| 1992  | 11e | Suisse    | Italie      | Autriche    | Croatie     | Padoue       |
| 1994  | 12e | Italie    | Suisse      | Autriche    | Croatie     | Zagreb       |
| 1995  | 13e | Suisse    | Italie      | Autriche    | Croatie     | Lucerne      |
| 1996  | 14e | Suisse    | Italie      | France      | Tchéquie    | Rome         |
| 1997  | 15e | Italie    | Autriche    | France      | Suisse      | Amiens       |
| 1998  | 16e | Suisse    | Autriche    | France      | Italie      | Prague       |
| 2000  | 17e | France    | Suisse      | Tchéquie    | Autriche    | Prague       |
| 2001  | 18e | Italie    | France      | Tchéquie    | Croatie     | Zagreb       |
| 2002  | 19e | Suisse    | France      | Autriche    | Italie      | Zagreb       |
| 2003  | 20e | Tchéquie  | France      | Suisse      | Autriche    | Lugano       |
| 2004  | 21e | Italie    | France      | Suisse      | Autriche    | Vienne       |
| 2006  | 22e | France    | Italie      | Suisse      | Autriche    | Bra          |
| 2008  | 23e | Suisse    | Croatie     | France      | Italie      | Lyon         |
| 2010  | 24e | Italie    | Autriche    | Croatie     | Tchéquie    | Prague       |
| 2012  | 25e | Suisse    | Croatie     | Autriche    | Italie      | Zagreb       |

#### Femmes
| Année | No  | Vainqueur | Finaliste       | 3e place        | 4e place        | Organisateur  |
| ----- | --- | --------- | --------------- | --------------- | --------------- | ------------- |
| 1986  | 1re | France    | Italie          | Tchécoslovaquie | Autriche        | Lyon          |
| 1987  | 2e  | France    | Italie          | Tchécoslovaquie | Suisse          | Turin         |
| 1988  | 3e  | France    | Tchécoslovaquie | Italie          | Pologne         | Prague        |
| 1989  | 4e  | Pologne   | Autriche        | Italie          | Suisse          | Zurich        |
| 1991  | 5e  | Italie    | France          | Autriche        | Tchécoslovaquie | Paris         |
| 1992  | 6e  | Italie    | France          | Autriche        | Tchécoslovaquie | Vienne        |
| 1993  | 7e  | France    | Italie          | Tchéquie        | Autriche        | Prague        |
| 1994  | 8e  | Italie    | France          | Tchéquie        | Autriche        | Padoue        |
| 1995  | 9e  | Italie    | France          | Tchéquie        | Autriche        | Nice          |
| 1996  | 10e | France    | Tchéquie        | Italie          | Autriche        | Vienne        |
| 1997  | 11e | Italie    | Tchéquie        | France          | Autriche        | Villar Perosa |
| 1998  | 12e | France    | Tchéquie        | Italie          | Autriche        | Prague        |
| 1999  | 13e | Italie    | France          | Autriche        | Tchéquie        | Abbeville     |
| 2000  | 14e | France    | Autriche        | Italie          | Tchéquie        | Vienne        |
| 2001  | 15e | France    | Italie          | Tchéquie        | Autriche        | Vérone        |
| 2002  | 16e | Italie    | France          | Tchéquie        | Autriche        | Rakovnik      |
| 2004  | 17e | Italie    | Tchéquie        | France          | Autriche        | Vienne        |
| 2005  | 18e | Italie    | France          | Autriche        | Tchéquie        | Bra           |
| 2006  | 19e | Italie    | Autriche        | Tchéquie        | France          | Rakovnik      |
| 2007  | 20e | France    | Tchéquie        | Suisse          | Italie          | Lyon          |
| 2008  | 21e | Italie    | Autriche        | Tchéquie        | Suisse          | Vienne        |
| 2009  | 22e | Suisse    | France          | Italie          | Croatie         | Zagreb        |
| 2010  | 23e | Suisse    | Italie          | Autriche        | Croatie         | Olten         |
| 2011  | 24e | France    | Italie          | Suisse          | -               | Padoue        |

### Bilan par nation
Les tableaux suivants présentent le bilan par nation ayant atteint au moins une fois le dernier carré.

#### Hommes
| Rang | Équipe      | Vainqueur | Finaliste | Troisième | Quatrième | Participations |
| ---- | ----------- | --------- | --------- | --------- | --------- | -------------- |
| 1    | Suisse      | 10        | 3         | 5         | 4         | 24             |
| 2    | France      | 6         | 4         | 4         | 2         | 16             |
| 3    | Italie      | 5         | 9         | 1         | 4         | 21             |
| 4    | Autriche    | 3         | 6         | 9         | 4         | 25             |
| 5    | Tchéquie    | 1         | 0         | 2         | 2         | 11             |
| 6    | Croatie     | 0         | 2         | 1         | 4         | 15             |
| 7    | Yougoslavie | 0         | 1         | 3         | 5         | 10             |

#### Femmes
| Rang | Équipe                         | Vainqueur | Finaliste | Troisième | Quatrième | Participations |
| ---- | ------------------------------ | --------- | --------- | --------- | --------- | -------------- |
| 1    | Italie                         | 11        | 6         | 6         | 1         | 24             |
| 2    | France                         | 10        | 8         | 2         | 1         | 21             |
| 3    | Suisse                         | 2         | 0         | 2         | 1         | 8              |
| 4    | Pologne                        | 1         | 0         | 0         | 1         | 2              |
| 5    | Tchéquie Tchécoslovaquie Total | 0         | 1 5 6     | 2 7 9     | 2 3 5     | 20             |
| 6    | Autriche                       | 0         | 4         | 5         | 10        | 19             |
| 7    | Croatie                        | 0         | 0         | 0         | 2         | 5              |